# Мтагва, Роджерс
Роджерс Мтагва (англ. Rogers Mtagwa; род. 9 октября 1979) — танзанийский боксёр, выступавший в полулёгкой и второй легчайших весовых категориях. Участвовал в боях за титулы чемпиона мира по версиям WBA и WBC в полулёгком весе и за титул чемпиона мира по версии WBO во втором легчайшем весе

## Карьера
20 февраля 1997 года дебютировал на профессиональном ринге победив по очкам Альфреда Мгаромбу, для которого этот бой стал единственным на профессиональном ринге. Затем провёл ещё девять поединков, два из которых проиграл. После чего, 31 декабря 1999 года состоялся его первый титульный поединок за вакантный титул чемпиона по версии Африканского боксёрского союза (англ. African Boxing Union) во втором легчайшем весе, Мтагва победил оппонента нокаутом и завоевал титул. 8 июля 2005 года завоевал вакантный титул чемпиона в полулёгком весе по версии USBA, трижды проводил защиту титула 16 июня, 2 августа и 10 ноября 2006 года, в результате последней защиты проиграл титул.
10 октября 2009 года провёл поединок за титул чемпиона мира по версии WBO (четвёртая боксёрская организация по престижности) в легчайшем весе против непобедимого ранее пуэрто-риканского боксёра Хуана Мунуэля Лопеса (26-0), но проиграл тому единодушным судейским решением. Следующий поединок Мтагвы прошёл 23 января 2010 года за титул чемпиона мира по версии WBA (вторая по престижности боксёрская организация) в полулёгком весе против кубинского боксёра Юриоркиса Гамбоа, и завершился победой Гамбоа техническим нокаутом во втором раунде. Затем провёл поединок против мексиканца Педро Наваррета, над которым ему удалось одержать победу техническим нокаутом в 8-м раунде. После этого боя, 15 сентября 2011 года вновь вышел на ринг в статусе претендента на титул чемпиона мира в полулёгком весе, на этот раз по версии WBC. Его соперником стал мексиканский боксёр Джонни Гонсалес (49-6). Поединок окончился во втором раунде победой мексиканца техническим нокаутом.  После этого боя Мтагва провёл ещё сделал перерыв в карьере на два с половиной года. 21 февраля 2014 года вернулся на ринг. После возвращения провёл два поединка, в которых проиграл. Всего за время профессиональной карьеры Роджер Мтава провёл 47 боев, в 27 одержал победу (19 раз досрочно). 17 раз проигрывал, 2 поединка завершитель вничью и один бой был объявлен не состоявшимся.